# Простори Бервальда — Моора
Простір Бервальда — Моора — простір (або диференційовний многовид) розмірності {\displaystyle n\geq 2} з метрикою Бервальда — Моора, тобто нормою (метричною функцією), визначеною на дотичному просторі в кожній точці з координатами {\displaystyle (x_{1},\ldots ,x_{n})} формулою
{\displaystyle ds=(dx_{1}\times \cdots \times dx_{n})^{\frac {1}{n}}.}
У випадку {\displaystyle n=2} метрика Бервальда—Моора збігається (з точністю до лінійної заміни координат) з метрикою псевдоевклідової площини, проте при {\displaystyle n>2} вона не є ні псевдоевклідовою метрикою, ні класичною фінслерівською метрикою.
Уперше така метрика була розглянута Бервальдом (англ. Ludwig Berwald) у роботі «Sui differenziali secondi covarianti» (1927) і трохи пізніше — Моором (англ. Arthur Moor).